# Supercoppa turca 2014 (pallavolo maschile)
La Supercoppa turca 2014 si è svolta il 15 ottobre 2014: al torneo hanno partecipato due squadre di club turche e la vittoria finale è andata per la seconda volta consecutiva allo Halk Bankası Spor Kulübü.

## Regolamento
Le squadre hanno disputato una gara unica.

## Squadre partecipanti
| Squadra    | Qualificazione                                                 | Ultima partecipazione |
| ---------- | -------------------------------------------------------------- | --------------------- |
| Halkbank   | Vincitrice Voleybol 1. Ligi 2013-14/Coppa di Turchia 2013-14   | Supercoppa turca 2013 |
| Fenerbahçe | Finalista in Voleybol 1. Ligi 2013-14/Coppa di Turchia 2013-14 | Supercoppa turca 2012 |

## Torneo
| 15 ottobre 2014 Mustafa Dağıstanlı SS, Samsun Durata: 2h:11 - Spettatori: 2 000 | Halkbank | 3 - 1 | Fenerbahçe | 25-22, 29-31, 25-15, 26-24 |